# Eleições regionais em Basilicata em 1985
As eleições regionais de 1985 em Basilicata aconteceram em 12 de maio de 1985. A Democracia Cristã foi de longe o partido mais votado, muito à frente do Partido Comunista Italiano, que veio em segundo. Depois da eleição, o democrata-cristão Gaetano Michetti foi eleito presidente da região.

## Resultados
| Partidos                                   | Número de votos | Porcentual de votos | Cadeiras |
| ------------------------------------------ | --------------- | ------------------- | -------- |
| Democracia Cristã                          | 171 052         | 44,69%              | 14       |
| Partido Comunista Italiano                 | 92 747          | 24,23%              | 7        |
| Partido Socialista Italiano                | 58 744          | 15,35%              | 5        |
| Partido Socialista Democrático Italiano    | 23 820          | 6,22%               | 2        |
| Movimento Social Italiano-Direita Nacional | 19 432          | 5,08%               | 1        |
| Partido Republicano Italiano               | 6505            | 1,7%                | 1        |
| Partido Liberal Italiano                   | 5109            | 1,33%               | Nenhuma  |
| Democracia Proletária                      | 3932            | 1,03%               | Nenhuma  |
| Outros                                     | 1418            | 0,37%               | Nenhuma  |
| Total                                      | 382 759         | 100%                | 30       |

Dos 474 682 eleitores na época, apenas 408 209 (86%) votaram. Destes, 11.100 votaram em branco e 14 350 votos foram invalidados (não incluindo os votos nulos). Houve 382 759 votos válidos.